# 8636 Malvina
8636 Malvina è un asteroide della fascia principale. Scoperto nel 1985, presenta un'orbita caratterizzata da un semiasse maggiore pari a 2,3419062 UA e da un'eccentricità di 0,1043375, inclinata di 3,18116° rispetto all'eclittica.